# Вохоново
Вохоново (рос. Вохоново) — присілок у Гатчинському районі Ленінградської області Російської Федерації.
Населення становить 91 особу. Належить до муніципального утворення Сяськелевське сільське поселення.

## Географія
Населений пункт розташований на південній околиці міста Санкт-Петербурга.

## Історія
Згідно із законом від 16 грудня 2004 року № 113—оз належить до муніципального утворення Сяськелевське сільське поселення.

## Населення
| 1838 | 1848 | 1862 | 1897 | 1928 | 1965 | 1997 |
| ---- | ---- | ---- | ---- | ---- | ---- | ---- |
| 150  | ↘147 | ↗194 | ↗503 | ↘193 | ↗231 | ↘92  |
| 2006 | 2007 | 2010 | 2012 | 2013 | 2017 |      |
| ↗97  | ↘96  | ↗139 | ↘102 | ↘94  | ↘91  |      |